# Ofensiva de Bucavu em 2025
A ofensiva de Bucavu de 2025 foi uma operação militar conduzida pelos rebeldes do Movimento 23 de Março (M23) no leste da República Democrática do Congo (RDC), centrada em seu avanço em direção a Bucavu, a capital provincial de Quivu do Sul. Esta ofensiva militar começou em fevereiro de 2025, após a captura bem-sucedida de Goma pelo grupo, na província vizinha de Quivu do Norte.

## Contexto
A expansão do M23 para o Quivu do Sul ocorreu após a captura de Goma, capital do Quivu do Norte, em janeiro de 2025. A vice-chefe da MONUSCO, Vivian van de Perre, disse em 28 de janeiro que o processo de paz mediado por Angola precisava ser reiniciado para "evitar a ameaça iminente de uma terceira guerra do Congo". O Conselho de Paz e Segurança da União Africana realizou uma reunião de emergência em 28 de janeiro, onde se concentrou na necessidade de obter um cessar-fogo. O M23 anunciou um cessar-fogo humanitário em 3 de fevereiro de 2025, citando preocupações com a entrega de ajuda e populações deslocadas. No entanto, tanto o governo congolês quanto fontes das Nações Unidas relataram operações militares contínuas, com o governo caracterizando o anúncio do cessar-fogo como "comunicação falsa".
A aliança rebelde liderada pelo M23, por meio de seu porta-voz Lawrence Kanyuka, justificou uma potencial ação militar citando a necessidade de proteger civis do que eles descreveram como violência e pilhagem contínuas em Bucavu. A sua declaração na plataforma de redes sociais Twitter/X alertou para a intervenção caso os ataques relatados contra civis continuassem.

## Ofensiva
Em 5 de fevereiro de 2025, as forças do M23 capturaram a cidade estratégica de mineração de Nyabibwe, posicionada a meio caminho entre Goma e Bucavu. Aa autoridades das Nações Unidas confirmaram que as forças rebeldes avançaram até 50 quilômetros (31 milhas) de Bucavu, mantendo o controle sobre a infraestrutura de transporte de Goma, incluindo todas as rotas de saída e o aeroporto da cidade. Aproximadamente 10.000 tropas burundinesas foram enviadas para Quivu do Sul para apoiar as forças congolesas. Em 9 de fevereiro, refugiados partindo de um campo de deslocados a oeste de Goma alegaram que receberam ordens de sair de um coronel do M23 que havia entrado no campo. As forças rebeldes interromperam temporariamente seu avanço após o apelo por um cessar-fogo feito pelos líderes da Comunidade da África Oriental e da Comunidade de Desenvolvimento da África Austral na cúpula excepcional realizada na Tanzânia em 8 de fevereiro.. 
A ofensiva foi retomada com um ataque ocorrido na madrugada de 11 de fevereiro de 2025, quando as forças do M23 atacaram perto da aldeia de Ihusi após avançarem ao longo da estrada Bucavu-Goma entre a aldeia e Muhongoza. Este local tinha importância estratégica devido à sua proximidade com infraestrutura primordial, posicionada a aproximadamente 40 quilômetros (25 milhas) do aeroporto militar de Kavumu e 70 quilômetros (43 milhas) de Bucavu. A investida marcou o fim de uma breve pausa de dois dias nas operações militares. Na altura, os militares congoleses estariam a utilizar o aeroporto como principal centro logístico. Observadores locais relataram trocas significativas de artilharia ao longo da linha de frente, com tiros de armas pesadas ouvidos por toda a área. Igualmente, o pessoal da ONU relatou movimentos de tropas ruandesas em Quivu do Sul.
Vários relatos de má conduta foram notificados às forças armadas congolesas em meio à ofensiva. Um tribunal militar em Bucavu iniciou procedimentos contra oitenta e quatro réus, incluindo militares e civis, acusados de vários delitos graves. As acusações resultaram de incidentes ocorridos quando os arguidos alegadamente abandonaram as suas posições durante operações de combate no território de Karehe, com evidências de crimes ocorridos em Kabare, Katana, Murhesa, Mululu, Mudaka, Miti e Bucavu. Em Kavumu, vários soldados teriam entrado em um bar-restaurante, realizado assalto à mão armada e atirado fatalmente em sete civis. Os réus também foram acusados de causar desordem pública e disparos não autorizados de armas.
Em 13 de fevereiro de 2025, as forças do M23 capturaram o Centro Kalehe — o principal centro comercial do Território de Kalehe — e Ihusi. Várias vítimas civis foram registradas, com muitos moradores fugindo em massa para várias direções, incluindo Idjwi e outras ilhas no Lago Quivu.
Em 14 de fevereiro de 2025, as forças do M23 cercaram e reivindicaram o controle do Aeroporto de Kavumu, localizado a aproximadamente 30 quilômetros (19 milhas) de Bukavu. Testemunhas locais relataram ter observado as forças governamentais recuando da área durante o confronto. O porta-voz do M23, Lawrence Kanyuka, justificou a tomada do aeroporto como uma medida necessária para "eliminar a ameaça na fonte", alegando que a instalação representava um perigo para as populações civis.
Pouco depois, os rebeldes do M23 iniciaram o seu avanço para Bucavu através das zonas de Bagira e Kazingu, progredindo em direcção ao centro da cidade. Os moradores locais documentaram o movimento dos rebeldes, com imagens de vídeo mostrando sua marcha em direção à área de Bagira. O avanço foi acompanhado por relatos de tiroteios em várias partes da cidade, segundo Jean Samy, vice-presidente da sociedade civil no Quivu do Sul.
Em 15 de Fevereiro, os saques espalharam-se por toda Bucavu, com multidões de jovens destruindo e invadindo lojas, empresas e centros governamentais. O depósito de Bucavu do Programa Mundial de Alimentos, armazenando 6.800 toneladas métricas de suprimentos alimentares humanitários, foi saqueado. A desordem civil combinada com relatos de tiros por toda a cidade e a falta de forças de segurança levaram muitos civis a se abrigarem no local para evitar o perigo, resultando no esvaziamento de muitas ruas. Vários feridos foram relatados como resultado dos tumultos, com moradores locais alegando que tropas congolesas estavam participando de saques e incêndios criminosos na cidade. Foram relatados 70 corpos amarrados numa igreja localizada em Mayba, um subúrbio ao norte de Bucavu. A mídia compartilhada online mostrou jovens adolescentes usando armas de fogo para saquear áreas e extorquir civis. Mais tarde, foi relatado que o M23 executou um número significativo de crianças durante a ocupação, embora o número preciso de vítimas permanecesse sem verificação.
Em 16 de fevereiro, o governo congolês informou que Bucavu havia caído para os rebeldes ocupantes do M23, que montaram posições no gabinete do governador regional. Embora certos grupos os saudassem com aplausos, protestos irromperam por toda a cidade, particularmente nas proximidades do governo, enquanto os moradores hesitantemente deixavam suas casas em resposta à ocupação. As tropas do M23 encontraram resistência mínima dos militares congoleses, com relatos de pessoal das Forças Armadas da República Democrática do Congo (FARDC) evacuando junto com civis. Discursando para uma multidão reunida do lado de fora do governo, o líder do M23, Bernard Maheshe Byamungu, prometeu "limpar a desordem deixada pelo antigo regime" e acusou o governo congolês de abandoná-los a uma existência semelhante à da selva. Alguns membros da audiência manifestaram apoio ao M23, instando o grupo a avançar em direção a Quinxassa. Enquanto isso, ocorreu um êxodo civil significativo de Bucavu e, no dia seguinte, as autoridades burundianas relataram a chegada de aproximadamente 10.000 refugiados congoleses. Muitos cruzaram para o Burundi através do posto de fronteira de Gatumba, enquanto outros atravessaram o rio Ruzizi para as províncias de Bubanza e Cibitoke.